# Джозеф Зінкер
Джозеф Хаїм Зінкер (1934) — терапевт, який сприяв зростанню та розвитку теорії Гештальта, а також методології Гештальта. Він був співзасновником Інституту Гештальта Клівленда.

## Дитинство та юність
Джозеф Зінкер народився в Центральній Європі (м. Луцьк) в 1934 році в єврейській родині. Виховувався в Польщі.
Втратив частину своєї родини під час Другої світової війни і жив з батьками в таборах біженців в Австрії та Німеччині. У 1949 році вони переїхали до Нью-Йорка. У молодості Джозеф Зінкер розмовляв російською, польською, англійською, ідиш, трохи знав німецьку мову та іврит.

## Освіта та робота
Джозеф Зінкер вивчав російську літературу, психологію, філософію та мистецтво в Коледжі Квінс та Нью-Йоркському університеті. Здобув ступінь магістра наук та доктора наук з клінічної психології в Університеті Кейс Вестерн в Клівленді (1963). Його докторська дисертація «Роза Лі: Мотивація та криза вмирання» (1966) стала його першою публікацією.
У 1960-тих роках Джозеф проходив стажування з Фріцем Перлсом, німцем за походженням, який був одним із засновників гештальт-терапії, та іншими психіатрами та психотерапевтами. Він став гештальт-терапевтом і був співзасновником Інституту Гештальта Клівленда. У цьому інституті він тривалий час був членом викладацького факультету, керівником аспірантури та членом Центру вивчення інтимних систем. Разом із Сонею Невіс він очолював даний центр, який відіграв важливу роль у застосуванні гештальт-моделі для роботи з сім'ями та парами.
У 70-тих роках Міріам Полстер, Білл Уорнер та Джозеф Зінкер розробили теорію Гештальта з формулюванням контактного циклу, а також циклом контакту-збудження-контакту. Джозеф Зінкер відомий тим, що вдосконалив клінічні концепції взаємодоповнюваності та середнього рівня в роботі пари при застосуванні гештальт-терапії. Він допомагав створювати принципи групового процесу Гештальта та займався визначенням місця експерименту Гештальта в терапевтичній практиці.
У 1980 році Зінкер продовжував розвивати цикл досвіду: застосовував його до груп та групового розвитку. Із дружиною — гештальт-терапевтом Сандрою Кардосою-Зінкер він опублікував кілька статей про терапію пар.
Як гештальт-терапевт він займається приватною практикою з 1962 року. Також працює викладачем терапевтичних курсів, у вільний час — художник і скульптор.

## Книги
Джозеф Зінкер — автор кількох книг, зокрема: «Творчий процес у гештальт-терапії», «У пошуках гарної форми, мотивації та кризи вмирання», «Ескізи». Він також опублікував численні статті у журналах (про психотерапію, мистецтво, феноменологію кохання…) та виступав у редакціях різних періодичних видань.
Його книга «Творчий процес у гештальт-терапії» була визнана «Книгою року» журналом «Психологія сьогодні» в 1977 році. Зараз вона стала класикою та бестселером і перекладена кількома мовами.